# Gôdirré
Gôdirré är ett berg i Djibouti.   Det ligger i regionen Dikhil, i den sydöstra delen av landet, 40 km sydväst om huvudstaden Djibouti. Toppen på Gôdirré är 815 meter över havet, eller 122 meter över den omgivande terrängen. Bredden vid basen är 1,9 km.
Terrängen runt Gôdirré är kuperad åt sydost, men åt nordväst är den platt. Runt Gôdirré är det ganska glesbefolkat, med 26 invånare per kvadratkilometer. Närmaste större samhälle är Ouê‘a, 10,0 km norr om Gôdirré. Trakten runt Gôdirré är ofruktbar med lite eller ingen växtlighet.